# Mittlach
Mittlach é uma comuna francesa na região administrativa de Grande Leste, no departamento Alto Reno. Estende-se por uma área de 11,19 km². Em 2010 a comuna tinha 334 habitantes (densidade: 29,8 hab./km²).